# Земля Фараонов
«Земля Фараонов» (англ. Land of the Pharaohs) — фильм 1955 года режиссёра Говарда Хоукса.

## Сюжет
XXVI век до н. э. Жестокий фараон Хуфу и тысячи его солдат возвращаются после очередной победоносной битвы с огромным грузом сокровищ. Желая увековечить свои подвиги, фараон Хуфу принимает решение построить для себя величайшую усыпальницу в виде огромной пирамиды…

## В ролях
- Хокинс, Джек — фараон Хуфу
- Коллинз, Джоан — принцесса Неллифер
- Чаплин, Сидни Эрл — Тренех